# Nepal International 2016
Die Nepal International 2016 im Badminton fanden vom 13. bis zum 17. Dezember 2016 in Kathmandu statt.

## Sieger und Platzierte
| Disziplin    | Gold                           | Silber                             | Bronze                                        |
| ------------ | ------------------------------ | ---------------------------------- | --------------------------------------------- |
| Herreneinzel | Abhishek Yelegar               | Siddharath Thakur                  | Lê Đức Phát                                   |
| Herreneinzel | Abhishek Yelegar               | Siddharath Thakur                  | Phạm Cao Cường                                |
| Dameneinzel  | Nguyễn Thùy Linh               | Devi Yunita Indah Sari             | Soraya Aghaei Hajiagha                        |
| Dameneinzel  | Nguyễn Thùy Linh               | Devi Yunita Indah Sari             | Thi Phuong Thuy Tran                          |
| Herrendoppel | M. R. Arjun Shlok Ramchandran  | Rizwan Azam Sulehri Kashif Ali     | M. Anilkumar Raju Venkat Gaurav Prasad        |
| Herrendoppel | M. R. Arjun Shlok Ramchandran  | Rizwan Azam Sulehri Kashif Ali     | Arun George Saurabh Sharma                    |
| Damendoppel  | J. Meghana Poorvisha Ram       | Anoushka Parikh Harika Veludurthi  | Soraya Aghaei Hajiagha Devi Yunita Indah Sari |
| Damendoppel  | J. Meghana Poorvisha Ram       | Anoushka Parikh Harika Veludurthi  | Shapla Akhter Alina Sultana                   |
| Mixed        | Saurabh Sharma Anoushka Parikh | Venkat Gaurav Prasad Juhi Dewangan | Mohammad Anamul Haque Shapla Akhter           |
| Mixed        | Saurabh Sharma Anoushka Parikh | Venkat Gaurav Prasad Juhi Dewangan | Mohammad Salman Khan Alina Sultana            |